# 拉莫撞擊坑
拉莫撞擊坑（英語：Rameau）是一個水星上的撞擊坑，位於54°S, 38°W，直徑50公里。該撞擊坑以法國音樂家让-菲利普·拉莫命名。

## 外部連結
- USGS介紹拉莫撞擊坑 （页面存档备份，存于）